# Coccoloba obtusifolia
Coccoloba obtusifolia är en slideväxtart som beskrevs av Nikolaus Joseph von Jacquin. Coccoloba obtusifolia ingår i släktet Coccoloba och familjen slideväxter. Inga underarter finns listade i Catalogue of Life.